# Семиугольное число
Семиугольные числа — один из классов классических многоугольных чисел. Последовательность семиугольных чисел имеет вид (последовательность A000566 в OEIS):
1, 7, 18, 34, 55, 81, 112, 148, 189, 235, 286, 342, 403, 540, 616, 697…
Общая формула для {\displaystyle n}-го по порядку семиугольного числа:
{\displaystyle {\frac {5n^{2}-3n}{2}}}.
Семиугольные числа, как и все прочие классические {\displaystyle k}-угольные числа,  можно определить как частичные суммы арифметической прогрессии, которая начинается с 1, а разность её для семиугольных чисел равна {\displaystyle k-2=5}:
{\displaystyle 1+6+11+16+\dots }
Ещё один способ определения семиугольного числа — рекурсивный:
{\displaystyle P_{n}^{(7)}={\begin{cases}1,&n=1\\P_{n-1}^{(7)}+5(n-1)+1,&n>1\end{cases}}}